# Obszar fundamentalny
Obszarem fundamentalnym dyskretnej grupy odwzorowań {\displaystyle \Gamma } przestrzeni topologicznej X nazywany jest podzbiór {\displaystyle D} przestrzeni {\displaystyle X,} który zawiera po jednym elementcie każdej z orbit odwzorowania z grupy {\displaystyle \Gamma }. Jest kilka wariantów uściślenia pojęcia obszaru fundamentalnego:
1. Często zakłada się dodatkowo, że obszar fundamentalny należy do σ-algebry zbiorów borelowskich.
2. Jeśli X jest rozmaitością topologiczną, to zazwyczaj obszarem fundamentalnym nazywa się podzbiór {\displaystyle D\subset X,} który jest domknięciem zbioru otwartego, takim że dla {\displaystyle \gamma \in \Gamma } wnętrza podzbiorów {\displaystyle \gamma D} nie mają parami punktów wspólnych i

{\displaystyle X=\bigcup \limits _{\gamma \in \Gamma }\gamma D}.
Obszar fundamentalny nie jest na ogół wyznaczony jednoznacznie. Jeśli obszar fundamentalny jest wielościanem, to mówimy o wielościanie fundamentalnym.

## Przykłady

Różne obszary fundamentalne grupy przesunięć równoległych o współrzędnych całkowitych.

Obszarem fundamentalnym w sensie definicji 2. grupy przesunięć równoległych płaszczyzny {\displaystyle \mathbb {R} ^{2}} o wektory o współrzędnych całkowitych jest kwadrat:
{\displaystyle \{(x,y)\in \mathbb {R} ^{2}:0\leqslant x\leqslant 1,0\leqslant y\leqslant 1\}.}
Obszar fundamentalny tej grupy może przyjmować różne kształty (rysunek).